# 原風佳
原風佳（日语：／ Hara Fuuka，1996年2月22日—）是日本的艺人、模特儿。出生于大阪府，过去属于奧斯卡傳播，曾就读慶應義塾大學。因在儿童节目《躲猫猫！》中饰演小姐姐“佳佳”而出名。

## 人物来歴
生于大阪，2岁时移居东京。小学一年级时加入模特俱乐部，并在NHK教育频道的《躲猫猫！》节目中担任第三代姐姐“佳佳”。2021年，根据讲谈社的《躲猫猫！》开播25周年特别采访，她现在是一位IT职员。

### 《躲猫猫！》中的情节
- 手指游戏方面展示了高技術的操作，在活跃的「ピコピコふうか」中为佳佳配音。
- 2003年8月，NHK教育频道50周年企划《巧克力岛和满满的朋友！在舞台上（日语：ぐ〜チョコランタンとともだちいっぱい!オンステージ）》节目与前任小姐姐里奈、汪汪同时出演。[1]风佳说：「我有生以来第一次感到紧张。如果没有里奈，佳佳我想跌倒了」。
- 最喜欢的歌曲是《げんきげんき!》和《ねこねこしゃんしゃん》。

## 出演作品

### 电视
- 躲猫猫！（2003年4月7日 - 2007年3月30日。以第3代姐姐「佳佳」出演。）[4]
  - NHK 躲猫猫！出门去玩！（CD专辑，2004年）
  - NHK 躲猫猫！超级汪之歌（CD专辑，2005年）
  - NHK 躲猫猫！歌☆歌☆我喜欢！（CD专辑，2006年）

### 电影
- 《狂武藏（日语：狂武蔵）》（2020年，客串）

### CM
- 世嘉玩具（英语：Sega Toys）“喷绘艺术（英语：Spray paint art）” 贺年片版（2008年 - 2009年）
- 富士电视台连续剧《水球不良少年》预告片（2014年）

### 广告
- 茨进集团（日语：茨進グループ）形象人物（2009年）

### 舞台
- 涩谷DE多摩（日语：渋谷DEどーも）'07（2007年5月）
- 流浪狗Produce「我们没有問題（日语：問題のない私たち）」（2012年4月6日 - 8日、座·高圆寺（日语：座・高円寺））
- 流浪狗Produce「指甲花巧克力金星」（2012年9月11日 - 16日、剧场BONBON）